# IC 1731
IC 1731 је спирална галаксија у сазвјежђу Троугао која се налази на листи објеката дубоког неба у Индекс каталогу.
Деклинација објекта је + 27° 11' 46" а ректасцензија 1h 50m 12,5s. Привидна величина (магнитуда) објекта IC 1731 износи 13,4 а фотографска магнитуда 14,1. Налази се на удаљености од 44,620 милиона парсека од Сунца. IC 1731 је још познат и под ознакама UGC 1291, MCG 4-5-18, CGCG 482-21, PGC 6756.